# اوکوبی
اوکوبی (ژاپنی: 大首 هپبورن: おおくび, «سر غول‌پیکر») نوعی یوکای ژاپنی است. آن‌ها به شکل سرهای بزرگ و بریده تصویر می‌شوند که در آسمان پرواز می‌کنند. در اکثر روایت‌ها آن‌ها از نظر ظاهری جنسیت مؤنث دارند. تصویر آن اغلب یک سر بزرگ زن است و دارای مشخصاتی شامل دندان‌های زنی متاهل است که سیاه رنگ شده است. گفته می‌شود هویت واقعی آن‌ها ارواح انتقام جو و وسواس انسانی است که به یوکای تبدیل شده است. اوکوبی تهدید جدی‌ای برای انسان محسوب نمی‌شوند. رایجترین فعالیت آن‌ها پرواز کردن و آزار و اذیت مردم است: پوزخند زدن به آن‌ها، چترهای آن‌ها را با دمیدن به اطراف پرتاب کردن یا ترساندن آن‌هاست. بر طبق برخی از روایات، اگر اوکوبی در قسمتی از بدن نفسش را بدمد، آن قسمت ملتهب می‌شود. با این حال، داستان‌هایی در مورد جراحات جدی یا مرگ نادر است تا اینکه وجود نداشته باشد.

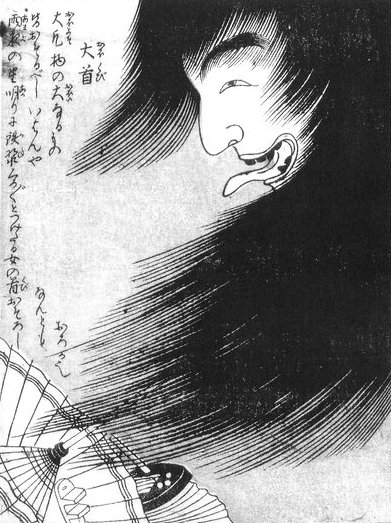
اوکوبی همانطور که توسط توری‌یاما سکیئن تصویرسازی شده است.

برخی می گویند که اوکوبی یک هیولای ژاپنی در فولکلور نیست، بلکه برای طعنه زدن راهبانی که دستورهای آن‌ها را زیر پا گذاشته بودند ساخته شده است.

## افسانه‌ها
چنین داستانی در «توته‌ای بوککایروکو» (Tōtei Bukkairoku)، مجموعه‌ای از داستان‌های هیولایی در اواسط دوره ادو وجود دارد. زمانی که قهرمان اصلی داستان اینوئو هِیتارو، در یکی از روزها درب اتاق انبار خود را باز کرد، و چهرهٔ بزرگ یک پیرزن را دید. خیلی عجیب بود و او آن را یوکای اوکوبی (هیولایی با سر غول‌پیکر) نامید. قهرمان داستان از روی کنجکاوی با انبر (در برخی روایات چاپِستیکی بلند) به صورت غول‌پیکر ضربه‌ای وارد می‌کند، اما اوکوبی واکنشی نشان نداد و وقتی با دستانش آن را لمس کرد، احساس چسبندگی کرد.
اوکوبی توانایی بیمار کردن انسان‌ها را دارد. هوری باکوسویی شاعر هایکو اواسط دورهٔ ادو در آثار خود درباره اوکوبی نوشته است. شبی پس از باران بود که ماه بیرون آمد و با صدای تندر، اوکوبی به ارتفاع حدود ۲ متر بر بالای دیوار ظاهر شد. این اوکوبی بر روی فردی دمید و بخشی از بدنش که نفس آن را لمس کرده بود بلافاصله زرد و متورم شد. سپس دکتر برای معالجهٔ آن حمام درمانی را تجویز کرد.